# انگاره (بازی ویدئویی)
انگاره یک بازی در سبک معمایی است که به دست مهدی بهرامی بازی ساز ایرانی ساخته شده‌است و موسیقی بازی نیز ساختهٔ میم رسولی است، که برای رایانه‌های شخصی و مک‌اواس به بازار آمده. بازی انگاره بر پایهٔ «حرکت و هندسه» و هنر اسلامی پایه‌ریزی شده. پیشبرد بازی به دو گونه است: یکی حل معما، که در آن بازیکن باید با نهادن یک نقطه روی ابزاری مانند چرخ‌نگار، الگو و نگاره ای که در بالا نشان داده می‌شود را بکشد؛ و دوم، بخش نگار گری آزاد (نگارخانه) که به بازیکن اجازهٔ نگار گری آزادانه را می‌دهد و دست بازیکن را در نگار گری بازمی‌گذارد تا هر گونه که خود می خواد نگاره ای بسازد. بازی نخستین بار در سال ۲۰۱۰ معرفی شد، اما در اکتبر ۲۰۱۷ و با قیمت ۶٫۹۹ دلار در استیم و تارنمای بهرامی به بازار آمد. به بازار آمدن انگاره به خاطر تحریم‌های آمریکا علیه ایران به تأخیر افتاد.

## زمینه
مهدی بهرامی برای ساخت انگاره از آثار معماری ایرانی الهام گرفته. الگوهای هندسی سنتی اسلامی که در این بازی به نمایش گذاشته شده‌است، در ایران و به ویژه در زادگاه بهرامی اصفهان از جمله میدان مرکزی نقش جهان، یکی از میراث جهانی یونسکو، گسترده‌است. سازوکار بازی از پرسشی که دبیر هندسهٔ دبیرستان بهرامی پرسیده بود، الهام گرفته شده، او از دانش آموزان خواست تا بی انگارند چه نگاره ای توسط نقطهٔ چسبیده به توپی که دور یک سطح تخت قِل می‌خورد کشیده می‌شود؛ که پاسخ این پرسش چرخه‌هایی بود که در ذهن بهرامی گذر کرد. به گفتهٔ بهرامی حتی دانش آموزانی که هندسه را نمی‌دانستند نیز، علاقه‌مند به پاسخ این معما بودند، و او بدین اندیشه افتاد که از انگاره برای "کشف ریاضیات به روش‌های گوناگون بهره ببرد (چراکه ریاضی ای که قابل دیدن باشد برای دریافتن ساده تر است)." و "بازی به عنوان یک رسانه توانایی بیشتری برای نمایان کردن ریاضی دارد". با این همه، بهرامی می‌گوید: که او در آغاز آهنگ ساخت یک بازی آموزشی نکرده بود. این بازی دومین ساخته بهرامی است که با الهام از الگوهای سنتی اسلامی، پس از بازی فرش ، از فرشهای ایرانی الهام گرفته، چرا که در مادر بهرامی در کودکی وی فرش می‌بافته.

## پیشبرد بازی
انگاره دارای دو گونه پیشبرد است. گونهٔ اول حل معماست است که در آن بازیکن باید با نهادن یک نقطه روی ابزاری جنبان که با تکان دادن آن خطوطی کشیده می‌شود الگویی که در بالا نشان داده می‌شود را بکشد. هر چه بازی به پیش می‌رود بازیکن با الگوهای پیچیده و پیچیده تری روبرو می‌شود. پس از یک بازه بازکردن الگو، گونهٔ دوم بازی، برای بازیکن، باز می‌شود که نگارخانه نام دارد: با یک ابزار الگو نگاری بازیکن می‌تواند نقاط و خطوط یا رنگ را در کاشی‌ها بنگارد تا الگوهای هندسی ای پدید آید. سپس این الگوهای را می‌توان در چارچوب یک گنبد ۳ بعدی درآورد و چشم‌اندازهای گوناگون بدان داد.

## بازخوردها
انگاره با نسخه آزمایشی فرستاده شده در نشست توسعه‌دهندگان بازی ۲۰۱۴ با بازخوردهای مثبتی روبرو شد. انگاره پس از انتشار، مورد ستایش سم مَکُوِش از اَرز تکنیکا قرار گرفت که بازی را به عنوان "[احساس] کاملاً جادویی و منحصر به فرد در قلمرو بازی توصیف می‌کند " و رابین هونیک از EA، که اظهار داشت «بازی از معماهای زیرکانه ای ساخته شده». رامی اسماعیل از Vlambeer چندین بار این بازی را ستایش کرده‌است و آن را یکی از برترین بازی‌های ۲۰۱۷ در مقاله ای برای جاینت بامب و به عنوان یکی از بازی‌هایی که بسیار پسندیده‌است بیان کرده. جدا از منتقدان این بازی با استقبال کاربران استیم هم روبرو شده‌است و در آنجا دارای بازخورد بسیار مثبت است، و جوایز گوناگونی از جمله ویترین دانشجویی در جشنواره بازی‌های مستقل و «برترین طراحی بازی» و «بهترین بازی با محتوای فرهنگی» و همچنین «بهترین بازی ژانر ساده» را در جشنواره بازی‌های ویدئویی تهران به دست آورده.